# Scinax madeirae
Espèce
Synonymes
- Hyla madeirae Bokermann, 1964

Scinax madeirae est une espèce d'amphibiens de la famille des Hylidae.

## Répartition
Cette espèce se rencontre :
- au Brésil dans l'État du Rondônia ;
- en Bolivie dans le Département de Beni.

## Taxinomie
Cette espèce a été relevée de sa synonymie avec  Scinax fuscomarginatus par Brusquetti, Jansen, Barrio-Amorós, Segalla et Haddad en 2014.

## Publication originale
- Bokermann, 1964 : Dos nuevas especies de Hyla de Rondônia, Brasil. (Amphibia, Salientia, Hylidae). Neotropica, vol. 10, no 31, p. 1-6.